# 龔震英
龔震英（1609年3月12日—17世紀），字孟男，江西南昌府南昌縣人，軍籍，明朝政治人物。

## 生平
崇禎六年（1633年）癸酉科江西鄉試第三十八名舉人，七年（1634年）聯捷甲戌科進士，通政司觀政，授順天府儒學教授，八年（1635年）陞國子監助教，九年（1636年）入朝為工部都水司主事，十年（1637年）管理清江廠，十三年（1640年）陞虞衡司員外郎、屯田司郎中。當時有權臣打算擢任他為按察使，他卻不前往謁見，因此外調黃州府知府，張獻忠入侵湖廣，他訓練士兵固守城池，流寇無法攻破，後改任兩淮鹽運使司判官，十五年升工部都水司主事，在任內去世。

## 家族
曾祖龔照，嘉靖十七年進士、禮部郎中；祖父龔仁，增廣生；父龔澄元，庠生。

## 引用
1. 1 2  民國《南昌縣志·卷三十三·人物四》：龔震英，字孟男，崇禎七年進士，任兵部都水司，時權相某欲以按察使推震英，震英不往謁，遂出知黃州府，獻賊犯湖廣，震英練兵固守，賊不能破，遷淮安鹽運司卒。
2. 1 2  《崇禎七年甲戌科進士三代履歷》：龔震英，曾祖照，進士禮部郎進階，祖仁，增廣生，父澄元，庠生，孟男，詩四房，己酉年二月初七日生，南昌府南昌縣人，癸酉鄉試，會二百七十一名，三甲二十二名，通政司觀政，本年授順天儒學教授，乙亥升國子監助教，丙子升工部都水主事，丁丑管清江廠，庚辰升虞衡司員外，升屯田司郎中，升黃州知府，辛巳京察，改两淮運判，壬午升都水司主事。